# Kromosom 21
Kromosom 21 är ett av de tjugotre kromosomparen hos människan. Människor har normalt två kopior av detta kromosom. Kromosom 21 sträcker sig över cirka 48 miljoner baspar (byggmaterialet för DNA), och representerar mellan 1,5-2 procent av det totala DNA:t i cellerna. Kromosom 21 har 246 proteinkodande gener.

## Sjukdomar associerade till förändringar på kromosom 21:[1]
Core Binding Factor Acute Myeloid Leukemia (CBF-AML):
   - En genetisk omstrukturering (translokation) involverar kromosom 21 och är kopplad till en typ av blodcancer känd som core binding factor acute myeloid leukemia. Translokationen, betecknad som t(8;21), förenar en del av RUNX1-genen från kromosom 21 med en del av RUNX1T1-genen från kromosom 8. Denna mutation är förvärvad under en persons livstid och finns endast i vissa celler.
Downs syndrom:
   - Downs syndrom är en kromosomförändring som är förknippad med intellektuell funktionsnedsättning, karakteristiskt ansiktsutseende och svag muskelton (hypotoni) hos spädbarn. Det vanligaste är trisomi 21, där varje cell i kroppen har tre kopior av kromosom 21 istället för de vanliga två.
Andra kromosomförändringar:
   - Andra förändringar i antalet eller strukturen av kromosom 21 kan leda till olika effekter på hälsa och utveckling. Kromosom 21-abnormaliteter kan orsaka intellektuell funktionsnedsättning, fördröjd utveckling och karakteristiska ansiktsdrag.
Andra cancerformer:
   - Translokationer av genetiskt material mellan kromosom 21 och andra kromosomer har kopplats till olika typer av cancer. Till exempel har akut lymfoblastisk leukemi, en blodcancer oftast diagnostiserad i barndomen, kopplats till en translokation mellan kromosomerna 12 och 21.